# Leucochloron foederale
Leucochloron foederale är en ärtväxtart som först beskrevs av Rupert Charles Barneby och James Walter Grimes, och fick sitt nu gällande namn av Rupert Charles Barneby och J.W.Grim. Leucochloron foederale ingår i släktet Leucochloron och familjen ärtväxter. IUCN kategoriserar arten globalt som sårbar. Inga underarter finns listade i Catalogue of Life.